# Torre Iberdrola
La Torre Iberdrola es un rascacielos de 165 metros de altura que empezó a construirse el 19 de marzo de 2007 en Bilbao, y su edificación se dio por finalizada en 2011. Su arquitecto es César Pelli y la inauguración oficial, presidida por el rey Juan Carlos I, fue el 21 de febrero de 2012. Es el noveno rascacielos más alto de España, así como el más alto del norte del país.

## Características

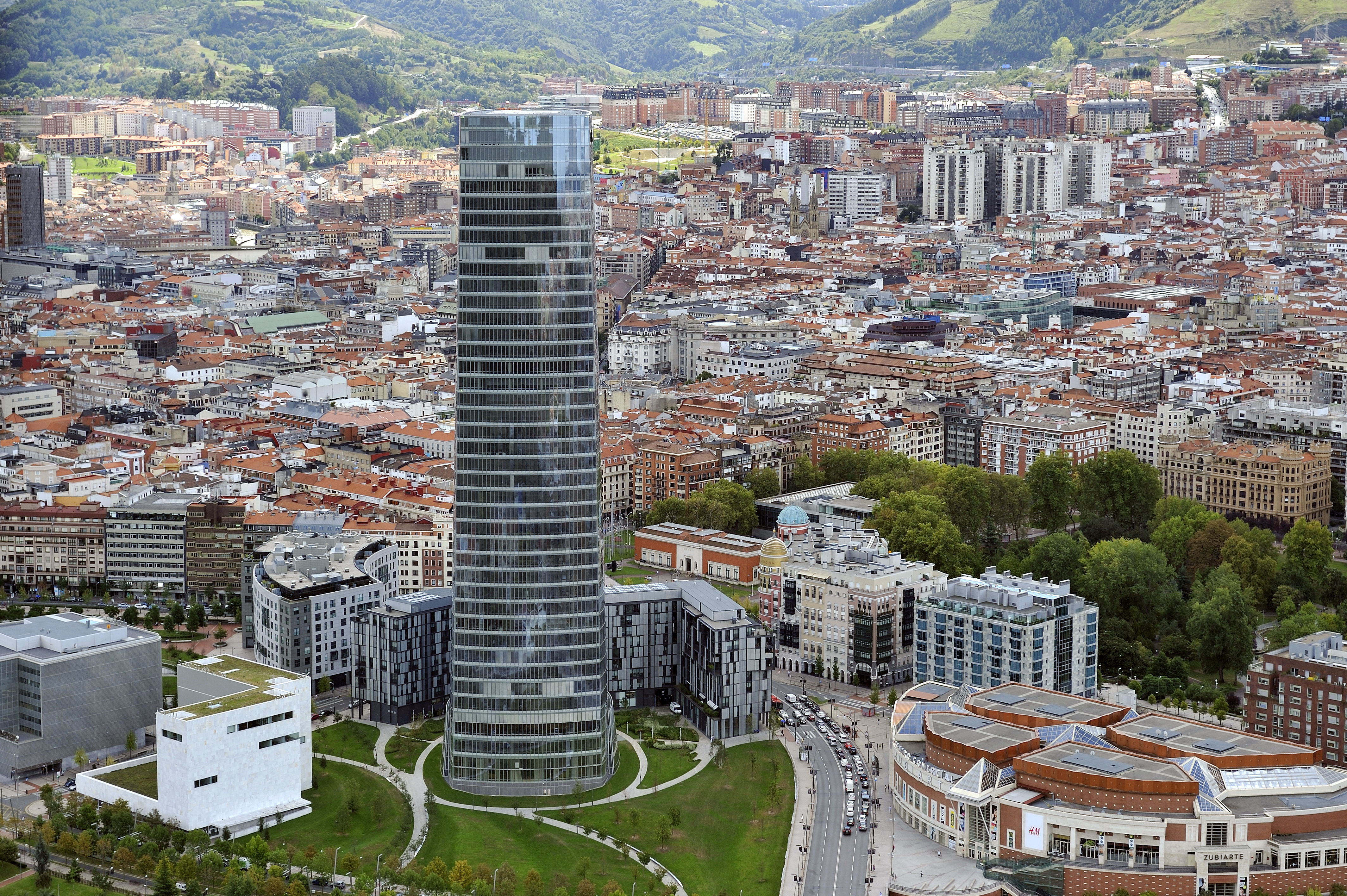
Torre Iberdrola.

Este rascacielos es el sustituto de la Torre Foral. Un proyecto de similares características, destinado a aglutinar en un mismo edificio todas las oficinas que la Diputación Foral de Vizcaya tiene repartidas por la ciudad, y que finalmente fue cancelado en el año 2003 debido a su alto coste.
Su arquitecto, así como de la frustrada Torre Foral, es el argentino César Pelli, especializado en arquitectura vertical, y autor de las Torres Petronas de Kuala Lumpur (452 metros) o de la Torre de Cristal de Madrid (249,5 metros), la más alta de España.
La torre tiene 165 metros de altura repartidos en 41 plantas y 50.000 m², con forma de triángulo isósceles y con los lados ligeramente curvos. Se ubica en la parcela 204 del PERI de Abandoibarra, en el distrito de Abando, donde se encuentran la mayor parte de los edificios de oficinas de la villa.
La torre está dedicada enteramente a oficinas, ya que desde el 17 de octubre de 2008 ha variado el accionariado del edificio. Primeramente con la compra por parte de Iberdrola del 50% que poseía la empresa constructora Promotora Vizcaína, consiguiendo de esta manera el 100% del edificio, y posteriormente vendiendo un 33% a la caja de ahorros vizcaína BBK. De esta manera queda totalmente cancelado el proyecto de instalar un hotel de 4 estrellas de la cadena Abba en las seis primeras plantas del rascacielos. El resto del proyecto prosiguió sin cambios, con diez plantas en las que se instala la propia Iberdrola, y en las que establece su sede central, y el resto comercializándose como oficinas en régimen de alquiler.
El edificio se convirtió a finales del 2009 en el más alto de la ciudad, sobrepasando a la Torre Banco de Vizcaya de 88 metros de altura, así como también de su comunidad autónoma, sobrepasando a la Torre BEC de 98 metros.
Un helipuerto de 18 metros de diámetro, el primero ubicado en un edificio privado de Vizcaya, remata el edificio más alto del País Vasco, siendo utilizado únicamente para vuelos sanitarios o de emergencia.